# Miastkowo
Miastkowo è un comune rurale polacco del distretto di Łomża, nel voivodato della Podlachia.
Ricopre una superficie di 114,84 km² e nel 2004 contava 4 326 abitanti.